# 요나스 스밀게비추스

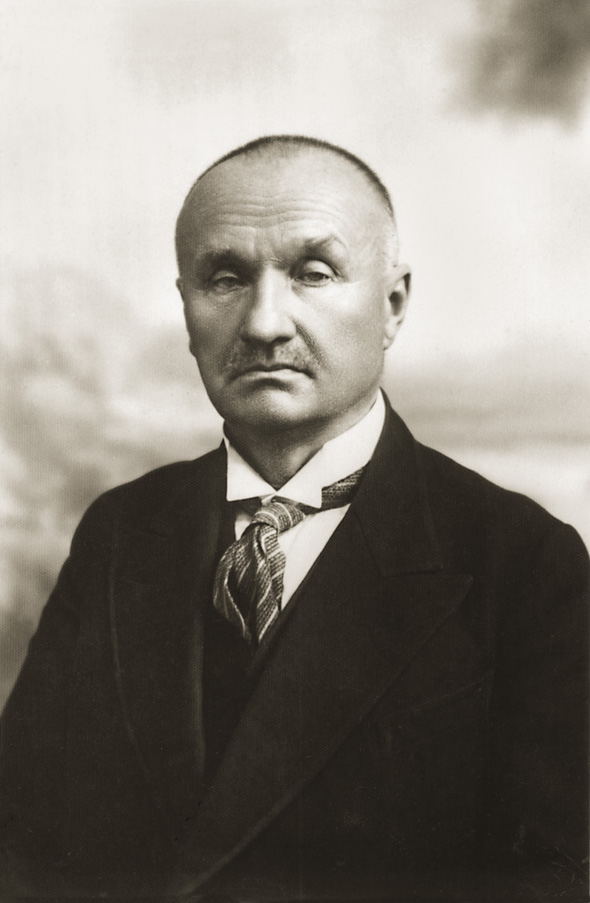
요나스 스밀게비추스

요나스 스밀게비추스(리투아니아어: Jonas Smilgevičius, 1870년 2월 12일~1942년 9월 27일)는 리투아니아의 경제학자, 정치인이다. 리투아니아 독립 선언서에 서명한 20인 중 한 사람이다.